# Satō Kōka
Satō Kōka (japanisch 佐藤 光華; geboren 1897 in Kyōto; gestorben 30. Januar 1944) war ein japanischer Maler der Nihonga-Richtung.

## Leben und Werk
Satō Kōka studierte Malerei an der „Hochschule für Kunst und Kunstgewerbe Kyōto“ (京都市立美術工芸学校, Kyōto shiritsu bijutsu kōgei gakkō) und machte 1916 seinen Abschluss. Anschließend bildete er sich in Kyōto auf der „Hochschule für Malerei“ (京都市立絵画専門学校, Kyōto shiritsu kaiga semmon gakkō) weiter und schloss die Ausbildung 1919 ab. Bereits während seines Aufbaustudiums wurde er 1917 zur staatlichen Ausstellungsreihe „Bunten“ mit seinem Bild „Im Halbschlaf“ zugelassen. 1920 zeigte er auf der 2. „Teiten“ das Bild „Kichiyōten“, der dann auf den folgenden Ausstellungen weitere Bilder folgten. Ab 1930 konnte er juryfrei ausstellen.
1930 gründete Satō mit Ikeda Yōson, Uemura Shōkō und anderen die Künstlergruppe „Kiyō-kai“ (向陽会). 1931 war er auf der „Ausstellung japanische Malerei“ in Berlin zu sehen. Mit Masuda Gyokujō (益田 玉城; 1881–1955) erstellte er 1939 die Säulen- und Deckenbilder des im traditionellen Stil erbauten Hotels „Meguro Gajoen“ (目黒雅叙園) in Tokio.

### Ausgewählte Werke
- „Yū utsutsu“ (夢現) – „Im Halbschlaf“ 1917,
- „Kichiyōten“ (吉祥天) – „Kichiyōten“ 1920,
- „Ayu uri“ (鮎売り) – „Ayu (Fisch)-Verkäufer“ 1930,
- „Kikujidō“ (菊慈童) – „Kikujidō“ 1930,
- „Kakujaku hime“ (赫奕姫) – „Prinzessin Kakujaku“
- „Ayama-hatori Kure-hatori“ (漢織呉織) – „Ayama-Gewebe Kure-Gewebe“
- „Zuiyō“ (瑞鷹) – „Glücksbringender Falke“
- „Kai awase“ (貝あわせ) – „Kai-Awase“ 1942.

## Bilder

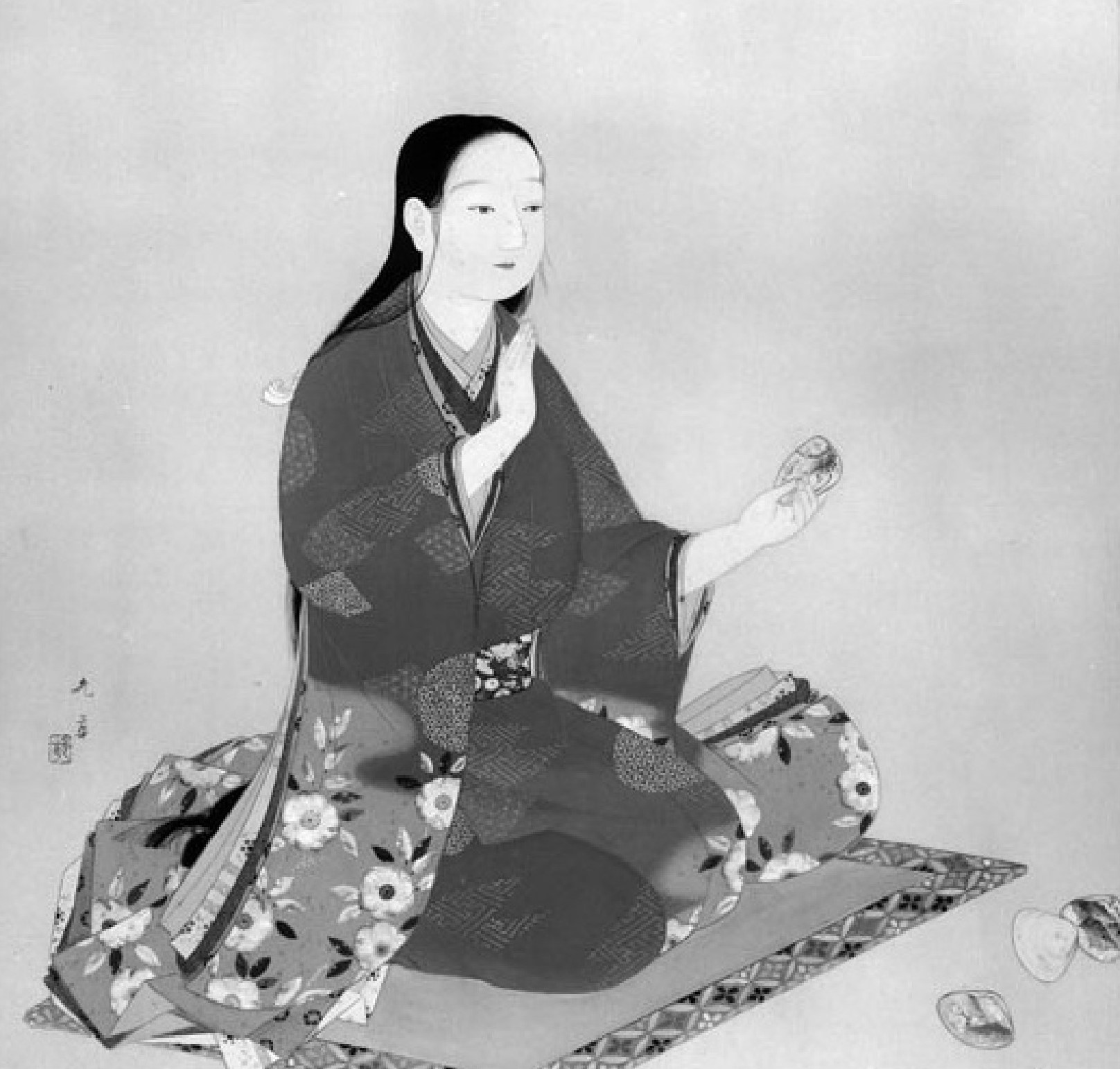
Kai-Awase
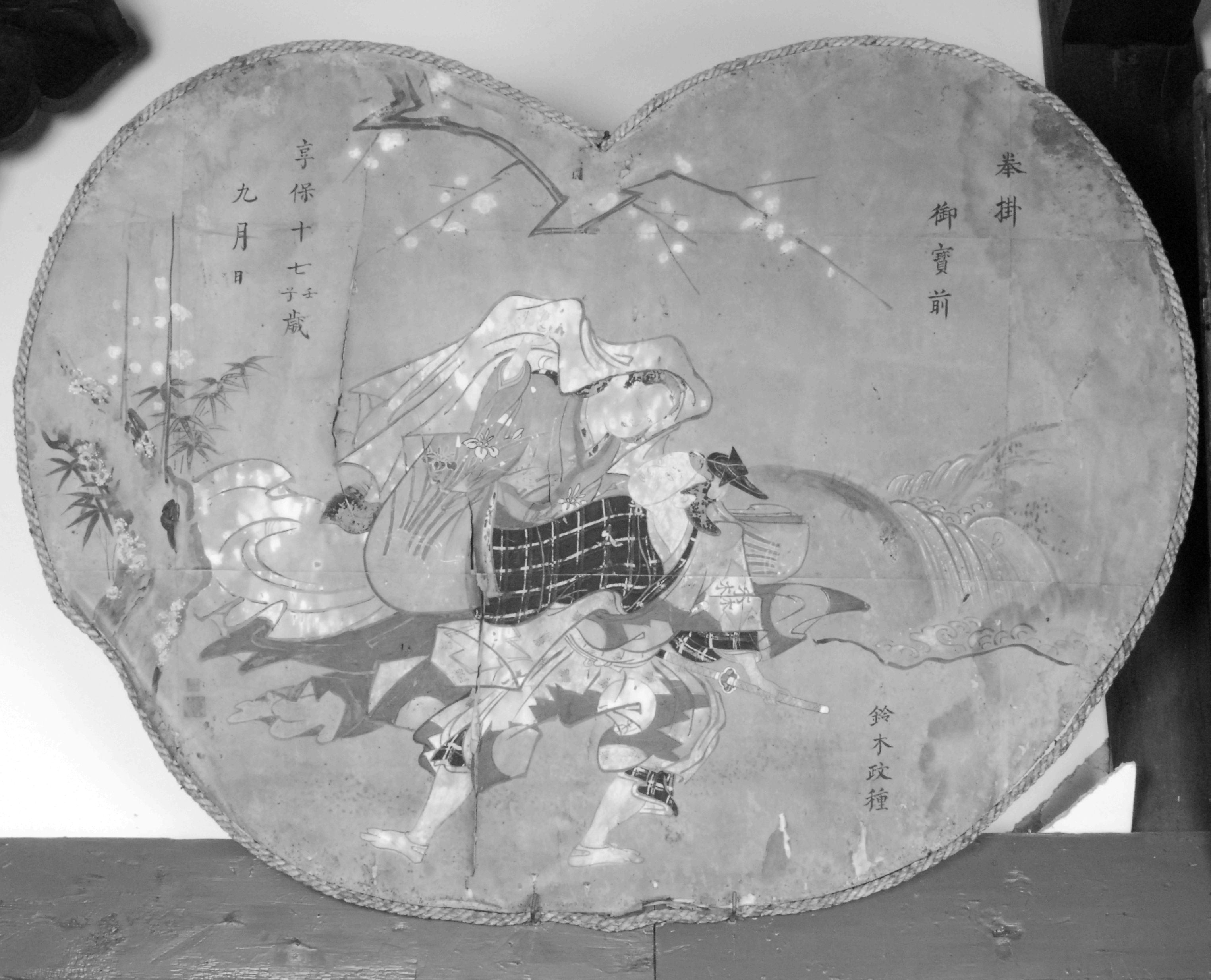
Fächer mit Figuren
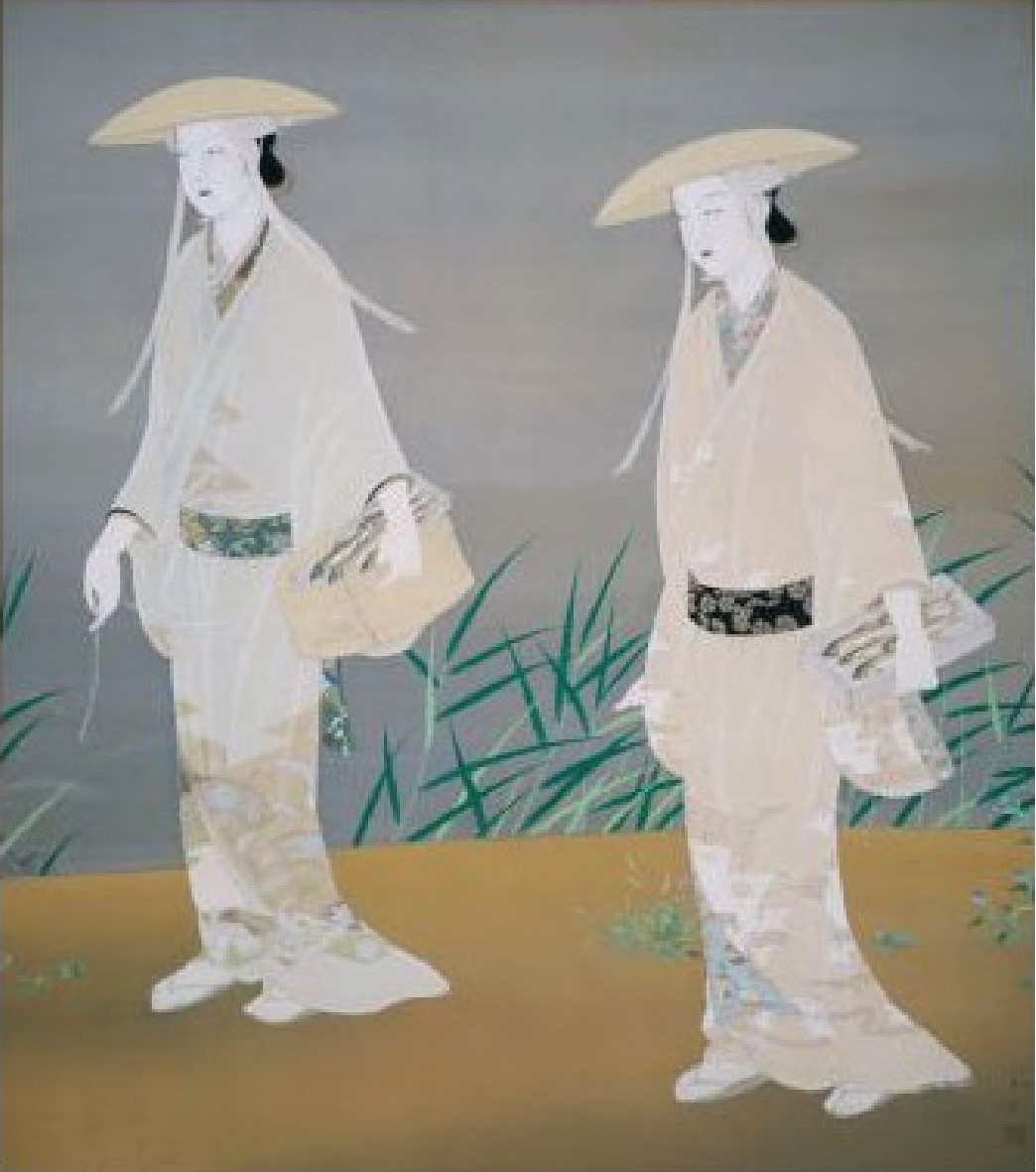
Fisch-Verkäuferinnen
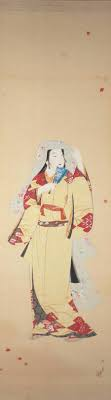
Eine Person
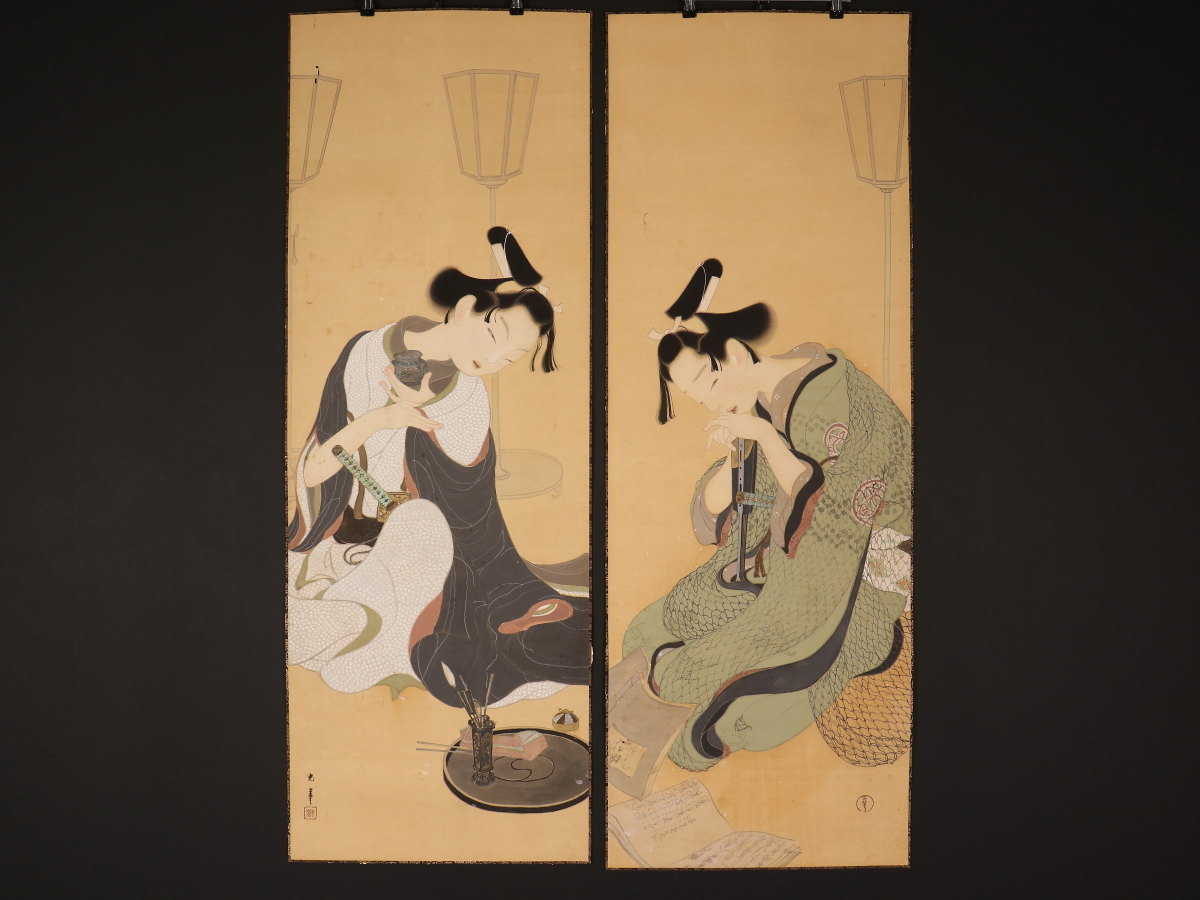
Ein Paar

1. ↑  Nationalmuseum für moderne Kunst Tokio.
2. ↑  Nationalmuseum für moderne Kunst Kyōto.